# Богушевский, Владимир Сергеевич
Владимир Сергеевич Богушевский (1895, Тарту, Лифляндская губерния, Российская империя — 31 марта 1939, Москва, Московская область, Советский Союз) — советский партийный деятель, секретарь бюро КПК при ЦК ВКП(б).

## Биография
Член РСДРП(б) с 1917.
Выпускник Института Красной профессуры, близкий к группе молодых последователей Н. И. Бухарина, так называемой «бухаринской школке». В 1925 в журнале ЦК ВКП(б) «Большевик» опубликовал в качестве статью «О деревенском кулаке или о роли традиции в терминологии», в которой пришёл к заключению об исчезновении в советской деревне «кулаческого типа деревенского капитализма» и кулачества «как специфического типа сельского эксплуататора». Редколлегия журнала выразила несогласие с положениями Богушевского, но решила опубликовать в порядке «дискуссионной». Статья Богушевского вызвала шквал критики в партии. Особо резко критиковали её Н. К. Крупская, Г. Е. Зиновьев и Л. Б. Каменев. Во время XIV съезда партии целый ряд ораторов, в том числе большинство ленинградской делегации, возмущались положениями статьи. Богушевский стал в глазах депутатов съезда олицетворением «правой опасности», закамуфлированного выступления «мелкобуржуазной стихии» против революционного преображения общества. Выступавшие на XIV съезде утверждали, что кулаки как деревенские эксплуататоры продолжали существовать, их позиции были сильны и их влияние в деревне усиливалось (выступления А. И. Микояна и Л. Б. Каменева) и, хотя выводы из этого факта делались разные, но вредность положений Богушевского признавало большинство ораторов. Критикуя положения Богушевского, Зиновьев и Каменев подспудно критиковали дуумвират Бухарина и Сталина, в то время реально руководивших партией. В партийной организации Выборгского района утверждали, что ЦК «проморгал кулацкий уклон» (XIV съезд партии. Стенографический отчет, М. 1925, с. 221). В статье Сулкова в «Большевике» статья Богушевского была названа вредной, имеющей цель спасти кулаков и их «ввести в состав полноправных советских граждан». В конечном итоге, Пленум ЦК, не исключая Бухарина и Сталина, «единогласно осудил» положения статьи Богушевского (XIV съезд партии. Стенографический отчет, М. 1925, с. 293). После этого в одной из своих речей Сталин, полемизируя с «ленинградской оппозицией», назвал Богушевского «конченым человеком». Богушевский был вынужден публично признать свои ошибки. Он был снят с занимаемого им поста, несколько месяцев был безработным, затем стал рядовым сотрудником «Торгово-промышленной газеты».
Был прощён, в 1926−1933 редактор «Торгово-промышленной газеты», «За индустриализацию».
Начальник планово-экономического отдела завода ГАЗ, делегат 16-го съезда (26.6 - 13.7.1930) и 17-й конференции ВКП(б) (30.1 - 4.2.1932). С 1934 по август 1937 секретарь бюро КПК при ЦК ВКП(б).
Арестован 25 июля 1938. Осуждён Военной коллегией Верховного суда СССР по обвинению в участии в контрреволюционной террористической организации. Приговорён к расстрелу 31 марта 1939, приговор приведён в исполнение в тот же день. Захоронен на территории Донского кладбища. Реабилитирован посмертно 26 мая 1956, определением Военной коллегии Верховного суда СССР.

### Адрес
Москва, 1-й Коптельский переулок, дом 9, квартира 40.

## Сочинения
- О деревенском кулаке или о роли традиции в терминологии // Большевик. 1925. № 9-10. С. 59-64.